# Anuszewo
Anuszewo (niem. Brennerheim, do 1938 r. Annussewen) – osada w Polsce, w województwie warmińsko-mazurskim, w powiecie piskim, w gminie Pisz.
W latach 1975–1998 miejscowość należała administracyjnie do województwa suwalskiego.

## Nazwa
16 lipca 1938 r. w miejsce nazwy Annussewen wprowadzono nazwę Brennerheim. 12 lutego 1948 r. ustalono urzędową polską nazwę miejscowości – Anuszewo, określając drugi przypadek jako Anuszewa, a przymiotnik – anuszewski.